# Edson & Hudson
Edson & Hudson é uma dupla brasileira de música sertaneja formada em 1980 pelos irmãos Edson Cadorini e Hudson Cadorini na cidade de Limeira. Em 2009, estiveram separados e seguiram carreiras solo, com Edson como cantor sertanejo solo e Hudson como guitarrista e vocalista de rock. A dupla voltou às atividades em 2011 e seguem promovendo turnês e lançando discos desde então.

## Carreira

### Origem
Nascidos e criados em família circense, os irmãos tiveram grande apoio do pai, o palhaço e acrobata Jerônimo Silva, conhecido como Beijinho, que percebeu o carisma e o talento dos filhos ainda quando crianças. Incentivados pela família, começaram a cantar em dupla desde muito novos. Inicialmente, utilizavam os pseudônimos de Pep e Pupi e apresentavam-se em praças públicas, bares, rodeios, bailes e em circos. Acostumados desde cedo aos espetáculos e à estrada, logo adquiriram a experiência necessária para mostrar o potencial que tinham para a música.

### 1991–2009: Reconhecimento e apresentações

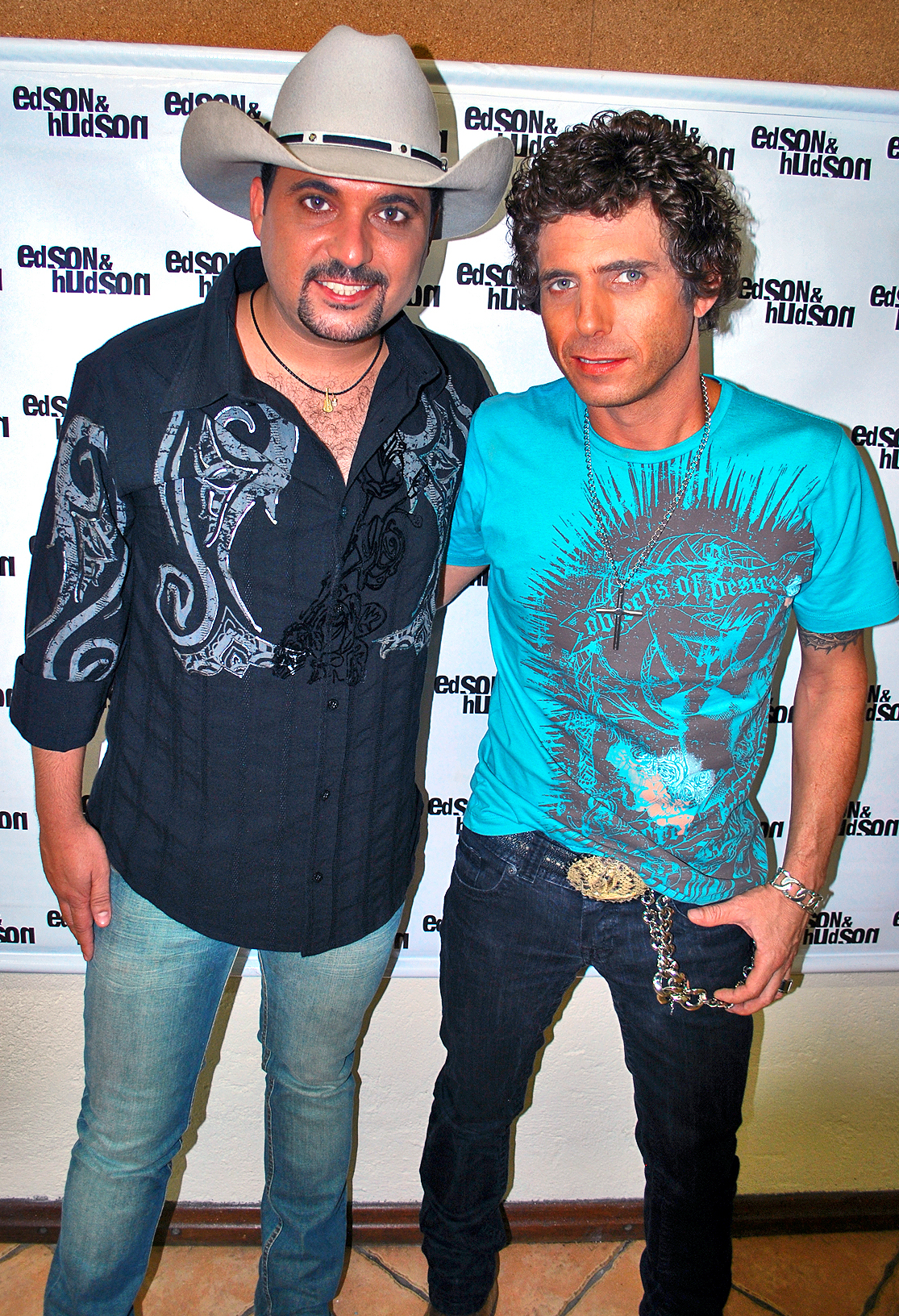
Edson & Hudson em 2008.

Em 1991, já como Edson & Hudson, passaram pelo show de calouros de Raul Gil, onde tiveram a grande oportunidade de serem vistos e ouvidos pelo grande público. A voz poderosa e afinada de Edson unida aos riffs de rock da guitarra de Hudson (a época nada usuais na música sertaneja), chamaram logo a atenção do público e dos formadores de opinião. Essa mistura acabou se tornando o grande diferencial da dupla e marcou um estilo que revolucionou o mercado sertanejo, atraindo e influenciando uma nova geração de seguidores e artistas. Persistindo no sonho de fazer sucesso a dupla gravou o primeiro disco no ano de 1995. Outro fato importante que ajudou a alavancar ainda mais a popularidade da dupla foi a explosão do mega hit "Azul" nas principais rádios do Brasil, no ano de 2002.
Entre 1995 e 2009, a dupla passou por quatro gravadoras, RGE, Sony Music, Deckdisc e EMI, lançando dezessete álbuns, entre CDs e DVDs de carreira e compilações, contabilizando a venda de mais de 1 milhão de discos. Também neste período, Edson & Hudson passou a figurar como atração principal dos maiores eventos de música sertaneja e rodeios, como Barretos, Jaguariúna, Americana, Osasco, entre outros, batendo consecutivamente o recorde de público de cada festa. Edson & Hudson formaram a primeira dupla a oferecer ao público um estilo de música diferente que revolucionou o mercado sertanejo, atraindo uma nova geração para o segmento. Atualmente, a dupla está na gravadora Onda Musical, integrante do Grupo Live. 

### 2009–11: Separação e carreiras solo
Em 2009, os irmãos visitaram diversas cidades importantes para a carreira como dupla e anunciaram aos fãs e à imprensa a cessão das atividades juntos, "colocando em prática as ideias individuais em carreira solo", conforme o comunicado compartilhado pela gravadora. A dupla ainda cumpriu com todos os compromissos do restante do ano e o hiato se iniciou oficialmente em 1 de janeiro de 2010. Contudo, pouco antes da separação, deixaram registrado o álbum CD e DVD Despedida. O hiato foi majoritariamente causado pelo alcoolismo, que afetou principalmente Hudson.
Enquanto separados, Edson se lançou como cantor sertanejo solo com o álbum Edson e Você (2010). O projeto contou com a participação do futebolista Pelé e do cantor Zezé Di Camargo. Hudson, por sua vez, passou a cantar rock, lançando o álbum Turbination (2010), que teve a participação dos músicos Andreas Kisser (guitarrista do Sepultura), Andria Busic e Ivan Busic (baixista e baterista, respectivamente, da banda Dr. Sin).

### 2011–13: Retorno às atividades como dupla eFaço Um Circo Pra Você – Ao Vivo
Em 2011, após dois anos separados seguindo carreira solo, Edson Cadorini e Hudson Cadorini anunciaram a volta da dupla e o primeiro show de retorno aconteceu no dia 22 de outubro em São Paulo, no Credicard Hall, e os ingressos esgotaram mais de uma semana antes da realização da apresentação.
Edson e Hudson gravaram, num picadeiro, para evocar o início da carreira e a origem circense, o DVD Faço Um Circo Pra Você – Ao Vivo, lançado em janeiro de 2013 pela Radar Records.

### 2014: TurnêConectados
Em 2014, Hudson foi internado numa clínica de reabilitação por ter desenvolvido vício em uísque e drogas. Em 22 de setembro de 2014, o cantor recebeu alta e, após dois meses, voltou aos palcos com seu irmão para o lançamento da turnê Conectados. A primeira apresentação da dupla, que então contabilizava 35 anos de carreira, aconteceu no dia 4 de novembro, na capital paulista, no Villa Country. O repertório troxe as canções do álbum De Edson para Hudson, como "Coração Sangrado", "Pra Conquistar Uma Mulher", "Viver a Vida" e "Amor Gemidinho", além dos sucessos "Azul", "Foi Deus", "Porta Retrato", dentre outros.

### 2015–17:Escândalo de AmoreEu e Você de Novo – Ao Vivo
Desde que anunciaram a produção de um novo álbum para 2015, Edson e Hudson apresentaram dois singles, "Guarda-Roupa Vazio" e "Escândalo de Amor", que leva o nome do disco. Além das músicas mencionadas, os irmãos trouxeram "Contagem Regressiva", que conta com a participação especial de Bruno & Marrone, e "Vai Ser Gostoso" (já gravada por Zé Felipe). Produzido pela Universal Music, Escândalo de Amor, o vigésimo álbum de Edson e Hudson, foi lançado nacionalmente no dia 9 de outubro de 2015. Em 2017, os irmãos lançaram o CD e DVD Eu e Você de Novo - Ao Vivo, gravado ao vivo no Jaó Music Hall, em Goiânia (GO), nos dias 10 e 11 de maio de 2017, trazendo grandes sucessos da dupla, músicas inéditas e participações especiais de Luan Santana, Jorge & Mateus e Lauana Prado.

### 2019–20:Amor + Buteco
Em 2019, a dupla lança o projeto Amor + Buteco. Com produção musical de Ricardo Gama, o registro audiovisual do show Amor + Boteco foi gravado no dia 27 de julho em apresentação da dupla na casa Credicard Hall, na cidade de São Paulo (SP).

## Turnês
- Galera Coração (2005–2006)
- Duas Vidas, Dois Amores (2006–2007)
- Despedida (2008–2009)
- Deu Saudade (2011–2012)
- Faço Um Circo Pra Você (2012–2013)
- Conectados (2014–2016)
- Estrelas (com Rionegro & Solimões) (2015–2017)
- Eu e Você de Novo (2017–2018)
- Amor + Buteco (2019–2020)
- Iguais (2022–2024)
- Foi Deus (2024–presente)

## Discografia
- Edson & Hudson (1995)
- Edson & Hudson (1997)
- No Limite da Saudade (2001)
- O Chão Vai Tremer (2004)
- Galera Coração (2005)
- Duas Vidas, Dois Amores (2006)
- Na Hora do Buteco (2013)
- De: Edson para: Hudson (2014)
- Escândalo de Amor (2015)